# Феминизм в теории международных отношений
Феминизм в науке о международных отношениях появился в качестве критического подхода к изучению международных процессов в 1960-х гг. с возражениями против классических теорий международных отношений.
Сегодня феминистский подход к международным отношениям — это бурно развивающаяся область, по-новому подходящая к сферам международных отношений и делающая в них свой вклад, помимо тех, которым посвящены традиционные дискуссии. Этот подход становится общепризнанной подобластью, которой посвящаются экспертные заседания на крупнейших научно-теоретических конференциях, отделы в профессиональных, составляются книги и сборники, а также выходят журнальные статьи.

## История
Феминистское направление в теории международных отношений начало формироваться в середине 1960-х годов как оппозиция классическим теориям международных отношений. Однако до 1980-х гг. феминизм оставался на периферии исследований ученых, а гендерные различия, то есть связанные с социальными аспектами пола, игнорировались. Представители феминистского направления утверждали, что все существующие в науке теории международных отношений основаны на видении мира мужчинами и не учитывают женский взгляд, а также их вклад (роль, статус, восприятие, мировоззрение, систему убеждений и т. д.) в его политическое развитие.
Интерес к нему возрос в конце 1980-х гг. вместе с так называемым «Третьим спором» в науке о международных отношениях, когда возникла потребность в переосмыслении мировой политики. Это время ознаменовалось появлением существенно нового массива научных выводов, связываемого с критической теорией и постмодернизмом, которые оспорили как эпистемологические, так и онтологические основания дисциплинарного поля.
Кроме того, после распада СССР и краха биполярной системы в мире появились новые исследования вопросов войны и мира — ключевых для науки о международных отношениях, и в частности национальной безопасности. Свой вклад в эти исследования внесла и феминистская школа, указав на то, что, к примеру, в реалистской парадигме, которая в наибольшей степени отражает мужскую позицию, безопасность определяется в военно-политических терминах как обеспечение сохранности границ от внешнего вторжения и целостности государства. В то время как феминизм понимает термин «безопасность» гораздо шире — как любое насилие.
В 1990-е гг. тематика безопасности перестала быть столь однозначно доминирующей в международных отношениях, как это было в период «холодной войны». А интерес исследователей теперь обращен и к другим проблемам, которые более привычны и понятны женщинам. Всё это способствовало развитию и распространению феминистских исследований.

## Феминизм в современных международных отношениях
Английские ученые М. Лайт и Фред Хэллидей выделяют четыре основных причины невнимания теории международных отношений к вопросам пола:
- сфера взаимоотношений между полами традиционно рассматривалась как чисто внутриполитическая проблема;
- игнорированию данной проблематики способствовала так называемая «институциональная инерция» — тенденция изучать и преподавать то же, что и раньше;
- сильная уверенность в том, что наука о международных отношениях нейтральна по отношению к проблемам пола;
- сами феминистки довольно поздно обратились к международной тематике[3].

В 1997 г. Дж. Энн Тикнер предположила, что диалогу между феминистами и исследователями международных отношений мешают три вида непонимания:
- непонимание значения гендера;
- различия онтологий;
- эпистемологические отличия[4].

## Классификация
Феминистские теории междисциплинарны и черпают знание как из социальных и естественных наук, так и из гуманитарных наук и философии. Они включают в себя множество гносеологических и методологических подходов.
Главная исследовательская задача феминизма — объяснить подчинение женщин или несправедливую асимметрию между социальным и экономическим положением женщин и мужчин, а также найти способы избавления от этого.
Сам феминизм неоднороден и делится на несколько течений.

### Дифференциальный феминизм
Дифференциальный феминизм (англ. difference feminism) подчеркивает роль женщины в мировой политике именно в качестве женщины. Он исходит из наличия существенных гендерных различий, что некоторыми представителями данного течения объясняется биологическими различиями, но большинство теоретиков видит в этом различия социальные. По этой причине мужчины и женщины просто не способны одинаково выполнять одну и ту же работу.
Дифференциальный феминизм указывает на важность взаимозависимости государств, соблюдения прав человека, ограниченности силовых методов, а также подчеркивает, что женщины в политике могут и должны играть особую роль, в частности, быть больше вовлечены в посредничество в конфликтных ситуациях, при принятии решений и т. д., поскольку женщины в среднем примерно на 10 % менее склонны поддерживать военные акции.

### Либеральный феминизм
Либеральный феминизм (англ. liberal feminism) скептически относится к идеям дифференциального феминизма и делает акцент на равноправии мужчин и женщин, отмечая, что различия между полами порождены во многом стереотипами восприятия. Он нацелен на достижение равенства полов в рамках существующей социальной системы путем стирания существующих между мужчинами и женщинами различий, то есть особенности женской природы здесь не учитываются.
Согласно теоретикам либерального феминизма, проблема состоит не в том, что женщины по-другому смотрят на мир, а в том, что они ограничены в своих возможностях быть вовлеченными в мировую политику. Так, по данным Дж. Сигера, в 1995 г. на Генеральной Ассамблее ООН делегации различных стран мира были представлены 80 % мужчин, а руководители делегаций вообще составляли 97 % мужчин.

### Постмодернистский феминизм
Постмодернистский феминизм (англ. postmodern feminism) считает, что значение женщин не нужно преувеличивать и восхвалять. И это ставит сторонников данного течения в оппозицию к представителям дифференциального феминизма. В частности, постмодернистский феминизм подчеркивает, что женщины лишь приспосабливаются к выстраиваемому мужчинами миру, не всегда лучшему с моральной точки зрения, где страдают оба пола.
Постмодернистский феминизм критикует прежнюю научную рациональность и объективность, объявляя их обслуживающими мужскую науку. Ставит проблему ограниченности знания, представленного в социальной теории исключительно мужчинами, их системой ценностей, мужским взглядом на мир, мужскими средствами выражения знания. Большое значение уделяется вопросам деконструкции текстов. Представители этой ветви феминизма отмечают, в частности, что сброшенные американцами на Хиросиму и Нагасаки атомные бомбы имели мужские имена — «Толстяк» и «Малыш». В отправленной после нанесения ударов шифротелеграмме говорилось, что это мальчик. Предполагалось, что в случае провала операции, сообщили бы о девочке.